# Johann Ollik

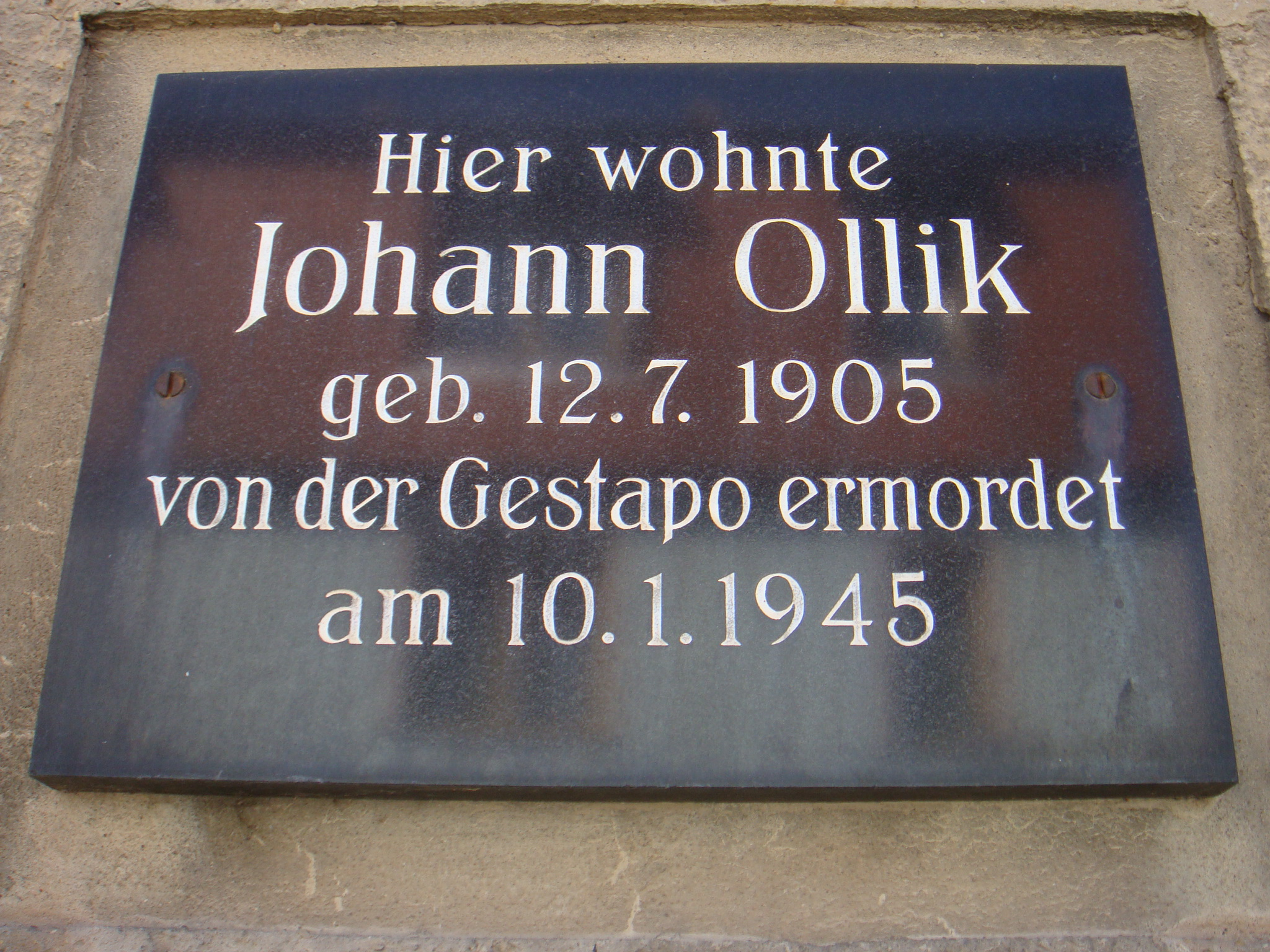
Gedenktafel am Wohnhaus Lauthsweg 1

Johann Ollik (* 12. Juli 1905 in Schwornigatz in Pommern; † 10. Januar 1945 in Weimar) war ein deutscher Widerstandskämpfer gegen den Nationalsozialismus.

## Leben
Ollik erlernte den Beruf des Schlossers. Seit 1927 war er Mitglied der KPD und Funktionär im Kampfbund gegen den Faschismus. Weil er im Februar 1939 zu den Anführern eines Streiks in der Dampfziegelei Tilgner in Apolda gehörte, wurde er in „Schutzhaft“ genommen. Später wurde er zur Rüstungsarbeit in der Rheinmetall AG zwangsverpflichtet. Hier wurde er im September 1944 verhaftet und wegen „Vorbereitung zum Hochverrat, Rundfunkverbrechen und Waffenbesitz“ angeklagt. Nach grausamen Misshandlungen durch die Gestapo starb er im Weimarer Marstall. Sein Grab befindet sich auf dem Hauptfriedhof von Weimar.

## Ehrungen

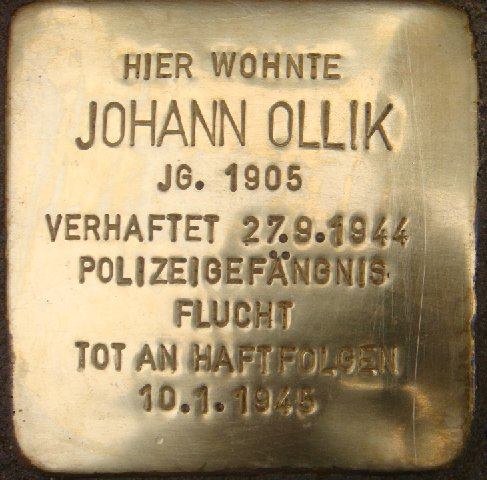
Stolperstein für Johann Ollik

- Die Stadt Apolda benannte zu DDR-Zeiten die Ollikstraße nach ihm.
- An seinem Wohnhaus am Lauthsweg wurde eine Gedenktafel angebracht.
- Am 18. August 2009 wurde vor seinem Wohnhaus ein Stolperstein verlegt.